# 極道追踪
《極道追踪》（英語：Zodiac Killers）是一部於1991年上映的香港電影，由許鞍華擔任執導，以及由劉德華和鍾楚紅擔任領銜主演。
題材靈感來自一宗中國大陸女留學生在日本火車墮軌身亡的神秘案件。本片是香港電影新浪潮代表導演許鞍華首次嘗試拍商業片，亦是鍾楚紅的息影作。

## 劇情
香港留學生Ben（劉德華飾）與來自中國大陸的同學張直（庹宗華飾）日本結為好友，Ben無心向學，一心只向錢看齊，他兼职当导游赚钱；張直每遇華人即詢問青梅竹馬的愛人下落。明仔（孫鵬飾）亦來自香港，為了迅速提升自己的地位，搭上酒吧陪酒的女老闆百合子，希望成為山田組老大石川的妹夫。
Ben在百合子的酒吧偶遇出來賺外快的中國女留學生鐵蘭（鍾楚紅飾），並對她一見鍾情，但不受青睞。鐵蘭與好友美美寄人籬下地住在地痞擔保人處，受盡委屈。
鐵蘭愛的卻是淺野（石田純一飾），也是石川手下的頭號殺手，當初為了狙殺石川的敵人松田而遠赴南美，終得返回日本與鐵蘭團聚，但石川竟派人企圖將淺野滅口，憤恨難平的淺野臨死前囑咐鐵蘭一定要想辦法揭發石川，无辜卷入的鐵蘭因此面臨黑道的追殺。
由於護照被地痞擔保人扣住，Ben只得幫助鐵蘭以坐船偷渡的方式逃離日本，但黑道打手聞訊而來，最终铁兰不幸被黑道扔进铁轨惨死，已成为石川妹夫的明仔也难逃一死，只有Ben孤身一人坐上回港的船只，而留在日本的张直还在苦苦寻找着爱人的下落。

## 演員表
| 演員       | 角色       |
| 劉德華     | Ben        |
| 鍾楚紅     | 鐵蘭       |
| 庹宗華     | 張直       |
| 孫鵬       | 明仔       |
| 石田純一   | 淺野秀樹   |
| 岸田今日子 | 老妓       |
| 高澤順子   | 百合子     |
| 倉田保昭   | 石川       |
| 羅飛宇     | 原田       |
| 波邊哲     | 松田組組頭 |

## 電影歌曲
| 曲別   | 歌名       | 作曲   | 作詞   | 演唱   |
| ------ | ---------- | ------ | ------ | ------ |
| 主题曲 | 《紅塵夢》 | 黃思源 | 周禮茂 | 劉德華 |

## 獎項
| 頒獎典禮     | 獎項         | 名單   | 結果 |
| ------------ | ------------ | ------ | ---- |
| 第28屆金馬獎 | 最佳男配角   | 庹宗华 | 提名 |
| 第28屆金馬獎 | 最佳攝影     | 鍾志文 | 提名 |
| 第28屆金馬獎 | 最佳電影插曲 | 黃思源 | 提名 |

## 外部連結
- 香港影庫上《極道追》的資料（繁體中文）
- 開眼電影網上《極道追》的資料（繁體中文）
- 豆瓣电影上《極道追》的資料 （简体中文）
- 时光网上《極道追》的資料（简体中文）
- AllMovie上《極道追》的资料（英文）
- 爛番茄上《極道追》的資料（英文）
- 互联网电影数据库（IMDb）上《極道追》的资料（英文）